# Восточное (район Магжана Жумабаева)
Восто́чное (каз. Восточное) — упразднённое село в районе Магжана Жумабаева Северо-Казахстанской области Казахстана. Входило в состав Золотонивского сельского округа. Ликвидировано в 2002 году.

## Население
По данным переписи 1999 года, в селе отсутствовало постоянное население.